# 소비자 이론
소비자이론(消費者理論, Consumer Choice)은 주어진 소득으로 만족을 극대화하고자 하는 소비자의 선택에 대한 분석을 다루는 이론으로, 개인들의 선택의 결과로 인해 나타나는 각종 경제 현상을 분석하는 데에 기초적인 바탕이 되는 이론이다.
선호라는 개념은 추상적이어서 직접 분석의 대상으로 삼기 보다는 효용 함수를 통해 분석하고자 한다. 이때 효용 함수는 소비자가 상품을 소비해 얻는 만족감의 크기를 수학적으로 나타낸 것이다. 효용 함수를 그래프 상으로 옮긴 것을 무차별 곡선이라 하는데 소비자 이론에서는 무차별 곡선이 어떤 과정을 통해 도출되며 그 성격이 어떤지에 대해 설명하려고 한다.
소비자 이론에서 밝히고자 하는 것은 소비자의 행동을 분석함으로써 수요의 법칙을 밝혀내는 데에 있다. 다시 말해, 가격이나 소득의 변화가 수요에 어떠한 영향을 미치는지에 대해 분석한다.

## 역사

### 효용의 측정
현재의 형태에 이르기까지 상당한 개념의 변화를 겪어온 소비자 이론은 경제학자들의 오랜 연구주제였다. 소비자 이론의 역사에 대한 자세한 연구는 1970년 도널드 캐츠너의 저서에서 찾을 수 있다. 소비자 이론은 1871년 윌리엄 스티븐 제번스와 카를 멩거, 레옹 발라의 논문부터 등장했다. 그리고 알프레드 마셜이 《경제학원론》으로 하나의 경제적 주장으로 발전시켰다. 이러한 한계 효용을 주장하는 사람들(marginalist)에 의해 경제학의 초점은 주어진 값으로 효용을 측정하는 것으로 맞춰졌다. 이러한 측정 과정은 제번스에 의해 ‘마지막급 효용’(final degree of utility)이라 이름 붙여지기도 했다. 그는 처음으로 총 효용을 기수적 효용으로, 한계 효용을 차별화된 총 효용을 구하는 함수로 나타낸 사람이었다. 하지만, 이 함수는 효용 함수의 x가 의미하는 양, 그 효용 값이 어떻게 측정될 수 있는지, 무엇보다도 무엇이 측정해야 할 효용인지가 명확하지 않았고 1881년 프랜시스 에지워스는 이에 대해 측정 가능한 가장 작은 기쁨의 증가(the just perceivable increment of pleasure, the minimum sensible)라고 답하기도 했다. 어빙 피셔는 자신의 저서 《수학적 조사》(Mathematical Investigations)에서 이러한 애매모호함을 비판하고 한 개인의 효용을 분석하기 보다는 사람들의 결정을 분석하고자 했다. 하지만 피셔의 경제적 결정을 통한 효용의 측정 또한 재화가 완전히 독립적이라는 제한된 전제 아래에서만 효과가 있었고 결론적으로 효용의 측정에 대한 문제는 풀지 못했다.

### 심리학적 실험
루이스 리온 서스톤의 주된 관심사는 정신적 태도와 능력을 측정하는 것이었다. 그는 심리학을 정량적이고 이성적인 과학으로 만든 대표자였다고 평가된다. 그리고 그것은 실험에 기반한 것이었다. 그는 1924년부터 시카고 대학교의 교수로 활동했고 그곳에서 심리학 연구소를 세웠다. 1952년에는 노스캐롤라이나 대학교 채플 힐 캠퍼스로 연구소를 옮기고 학문적 연구를 지속했다. 시카고 대학교에선 헨리 슐츠가 있었는데 그 또한 경제적 변수들, 특히 수요를 정량적으로 측정하는 데 관심이 있었다. 헨리 슐츠는 빌프레도 파레토에 대한 전문가이자 권위자였고 어빙 피셔, 랑나르 프리슈 등과 함께 학술지 Econometric Society의 초기 멤버 중 하나였다. 서스톤에 따르면 슐츠는 심리학에서 이용되던 실험적 방법을 개인의 무차별 곡선을 구하는 데 이용하자고 주장했다.5

1930년의 실험이 시카고 대학교 캠퍼스의 학부 클럽인 쿼드랭글 클럽에서 있었던 슐츠와 서스톤의 논쟁에서 발전했다고 본다. 서스톤은 그의 학부생들과 있었던 점심 대화의 중요성과 그것들이 그의 연구 활동에 얼마나 중요했는지도 자주 언급했다. 나에게 이는 완전히 놀라웠으며 나는 당시 서스톤이 슐츠로부터 많은 경제학적 지식을 갖고 있다는 걸 알게되었다.

그 당시 슐츠는 서스톤의 유일한 경제적 지식의 창구였던 것으로 보인다. 슐츠와는 별개로 서스톤은 그의 논문에서 다른 경제학자들의 주장을 인용하지 않았으며 피셔의 저서 경제적 연구를 인용했다고 남긴 것뿐이었다. 실제로도 그의 논문에서 서스톤은 자신의 공로를 슐츠에게 돌리고 있다. 무차별 곡선은 이전까지 실험 연구의 대상에 있었던 적이 없었다고 서스톤은 말했다.5 하지만 서스톤의 연구는 주목받지 못했다. 이런 상황에서 서스톤의 제자이자 후에 그의 공저자가 되는 라일 존스는 오른쪽과 같이 말했다.6
서스톤이 경제학에 정통하지 않았다는 생각은 서스톤이 실험을 했던 환경과 생각해보면 어느 정도 일치한다. 서스톤의 목적은 비심리학적이던 피셔와 파레토에게서 비슷한 부분을 찾는 것이었다. 따라서 서스톤은 과학자로서 무차별 곡선의 실험적인 기반을 마련하려고 했으며 다른 한 편으로는 심리학자로서 효용과 한계 효용이라는 심리적인 변수들 또한 포기하지 않으려 했다.6

## 내용

### 소비자의 선호체계

#### 선호체계와 선호관계
소비자의 선택 행위는 소비자의 소득으로 구입할 수 있는 여러 상품 묶음 중 가장 큰 만족감을 주는 것을 선택하는 과정이다. 그런데 여러 가지 상품 중 어떤 것을 더 좋아하는지와 덜 좋아하는지가 다르며 만족감도 다르다. 이때 더 좋아하는 정도와 덜 좋아하는 정도, 만족감의 크기를 효용이라고 한다. 상품 묶음의 상품들은 여러 가지이지만 우리는 분석할 때 2차원 공간밖에 사용할 수 없으므로 두 가지 상품만을 고려 대상에 포함시킬 수밖에 없다. 왜냐하면 상품의 개수가 늘어날수록 차원이 증가해야 하는데 우리가 동원할 수 있는 차원은 종이의 평면과 같은 2차원으로 한정되어 있기 때문이다. 이렇기 때문에 이 세계에 상품이 두 가지밖에 없다는 가정을 하게 되는데 비현실적인 가정이지만 분석의 편의를 위해 불가피하게 도입할 수밖에 없다.
선호관계란 두 상품을 더 좋아함과 덜 좋아함에 따라 부등호와 물결 표시로 나타낸 것을 말한다. 하지만 선호관계로는 소비자의 선택 행위를 효율적으로 분석하기 어렵다. 때문에 효용함수를 도입하여 특정한 상품 묶음이 소비자에게 주는 만족감을 수학적으로 나타내고자 한다.
그렇지만 모든 경우에서 선호관계를 효용함수로 대표시키는 것이 가능하지는 않다. 효용함수를 대표시키는 선호관계는 둘 중 하나를 더 좋아하거나 비슷하게 느껴야 하며, 일관성이 있어야 하고, 연속적으로 변화해야 한다. 이때의 일관성은 선호도가 {\displaystyle B\succ A}이고 {\displaystyle C\succ B}일 때 {\displaystyle A\succ C}가 될 수 없음을 말한다. 이 세 가지를 선호체계의 공리라 부른다. 선호관계의 연속성을 강조하는 이유는 효용 함수로 대표시킬 때, 효용 함수를 비롯한 함수는 연속일 때만 미분이 가능하고 나아가 수학을 이용한 분석이 가능해지기 때문이다. 미분은 함수가 불연속일 때 미분불가능하다고 약속한다.

#### 효용이론
앞에서 설명한 기본 공리가 만족되면 추상적인 선호체계에서 구체적인 효용함수로 대표될 수 있다고 한다. 효용함수는 각 상품 묶음이 주는 효용의 수준을 수학적으로 나타낸다는 점에서 분석에 편의를 제공한다. 다만 효용 함수는 상품 선호의 순서에 관심을 가지고 효용의 수치나 효용이 얼마나 차이 나는지에 관심을 가지지 않는다.73 이는 효용이 수치로 나타내거나 측정가능하지 않더라도 소비자 이론의 각종 정리들을 증명할 수 있다고 보기 때문이다.
행복감이나 만족감이라는 주관적 느낌을 효용이라는 개념으로 측정할 수 있다고 본 제러미 벤담은 개인의 행복감이 효용의 구체적인 단위로 측정될 수 있다고 보며 모든 사람의 효용이 비교 가능하다고 생각했다. 이를 기수적 의미의 효용이라고 하는데, 윌리엄 제번스, 카를 멩거, 레옹 발라스가 이 의미에서의 효용을 경제 이론의 한 부분으로 도입하는데 기여했다. 그러나 사람들의 효용을 구체적인 수치로 측정하는 것이 불가능할 뿐만 아니라, 이론을 증명해내는데도 반드시 필요하지도 않다는 점이 지적되기 시작했고 빌프레도 파레토는 효용을 수치로 나타내지 않더라도 무차별 곡선을 이용하면 소비자 이론의 결과를 도출해낼 수 있다고 주장했으며 1930년대에 이르러 존 힉스와 R. G. D. 알렌이 이를 증명했다.
효용함수(utility function)란 재화의 소비량과 효용의 관계를 함수형태로 나타낸것을 의미한다. 예를 들어 한 개인의 효용을U 라고 하면 X,Y,Z 세종류의 재화를 소비하는 개인의 효용함수는 다음과 같이 나타낸다.
{\displaystyle U=U(X,Y,Z)\,\!}
베르너 귀스 이전 경제학자들은 이기심을 제외하고 효용함수를 따질 수 없다고 생각했다. 하지만 1982년 베르너 귀스의 선택 게임(decision game)을 통해 이기심(self-interest)에 의한 효용함수는 근거가 희박하다는 것이 밝혀졌다. 베르너 귀스의 사회적 선호 실험에 의해 인간이 이기심 뿐만이 아닌 이타심을 통해서도 결정을 달리한다는 것이 밝혀진 것이다.

#### 무차별 곡선
상품 묶음에서 두 상품의 양을 곱한 것을 효용이라 하고 이 효용의 수준을 2차원 상품 묶음 그래프에 z축으로 만들어 넣으면 3차원의 좌표계를 얻을 수 있다. 두 가지 상품의 상품 묶음의 효용을 두 상품의 곱으로 계산해 모두 선을 그으면 3차원의 곡면을 얻을 수 있는데 이를 효용곡면이라고 부른다. 이 3차원 좌표계를 위에서 내려다본 걸 무차별 지도라고 하며 그은 선을 무차별 곡선이라고 부른다. 이때 효용의 구체적인 수치가 중요하지 않은 이유는 효용함수의 식이 달라 효용곡면이 다르더라도 같은 상품이라면 위에서 봤을 때 무차별 곡선은 모두 똑같기 때문이다.

### 소비자의 최적선택

#### 소비자의 효용극대화

무차별곡선과 예산선이 접하는 점이 소비자의 최적 선택이다.

경제학에서는 상품을 구입하기 위한 소득이 일정한 크기로 정해져 있다는 것을 예산선으로 표현한다. 이때 예산선은 주어진 소득을 전부 사용했을 때 구입할 수 있는 상품의 집합을 2차원 상의 그림으로 나타낸 것이다. 따라서 예산선에 맞추기 위해 상품을 무한히 작은 단위까지 나눠 살 수 있다거나 상품을 예산을 모두 사용해 구매하지 않아도 된다는 사실은 각각 예산선이 끊기지 않게 그려지는 것과 예산선 아래 영역을 가지는 것으로 나타난다.
효용 극대화를 추구하는 소비자는 가장 많은 효용을 얻을 수 있는 예산선 위의 한 점을 선택하고자 한다. 이를 예산선과 무차별 곡선을 같이 그린 그래프로 나타낼 수 있는 가운데 예산선과 무차별 곡선이 만나는 점에서 극대화된 효용을 가진다고 말할 수 있다. 이 효용은 예산선의 고려대상에 있는 두 상품의 한계 효용이 같으면 극대화될 수 있는데, 만약 그렇지 않다면 한계 효용이 더 높은, 즉 더 양이 많을수록 감소하는 효용의 정도가 작은 상품에 대한 지출을 늘리면 더 높은 효용을 얻을 수 있다. 또한 무차별 곡선의 기울기 또는 한계대체율이 두 상품의 가격 비율 또는 교환 비율과 같아져야 효용이 극대화된다고 해석할 수도 있다. 하지만 이러한 조건들이 만족된다고 해서 효용 극대화가 이뤄지는 것은 아니며 그렇다고 이 조건을 만족하지 못해서 효용 극대화가 이뤄질 수 있는 것 또한 아니다.
초급 미적분에서는 미분을 한 번한 1계 도함수의 값이 0일 때 극대 또는 극소를 가질 수 있다고 가르치며 미분을 두 번한 2계 도함수의 값이 0보다 큰지 작은지에 따라 극대인지 극소인지를 알 수 있다고 가르친다. 또한 그래프상에서 0인 점에서 해를 가지는 경우에만 1계 도함수의 값이 0이어야 하는 조건이 필요하며 0이 아닌 점에서 해를 가지는 경우에는 반드시 조건이 만족될 필요는 없다. 때문에 미분을 한 번한 1계 도함수의 값이 0인 지점에서 극대화되는 것이 아닌 극소화되는 것일 수도 있는 가능성에 따라 효용이 극대화 되는 것이 아니라 오히려 극소화된 값을 가질 수도 있다. 다시 말해 2계 도함수를 구해 극대화가 이루어졌는지 여부를 확인하는 과정이 없다면 극소화된 값을 가질 수도 있다. 하지만 무차별 곡선에는 원점에 대해 볼록하다는 성질이 있다는 가정 때문에 그 점이 극대화되었는지 아닌지를 알기 위해 2계 도함수를 구해야 할 필요가 없어졌다. 때문에 위의 두 성질이 만족되지 않아도 효용이 극대화될 수 있다는 것이다. 이는 모서리해를 가질 때에도 해당된다.

#### 대체 효과와 소득 효과

X재의 가격이 감소할 경우의 대체 효과와 소득 효과

가격 효과는 대체 효과와 소득 효과로 나뉜다. 어떤 상품의 가격 하락은 재화의 상대 가격이 하락하기 때문에 더 많이 소비하려는 것을 대체 효과라고 하며, 가격이 하락하여 소득이 증가한 것과 같은 효과를 내서 수요량에 변화가 오는 것을 소득 효과라고 한다. 대체 효과는 실질 소득이 불변인 상태에서 두 상품 사이의 가격 변화에 따라 발생하는 효과로, 소득 효과와 달리 언제나 싸진 물건을 더 많이 사게 만들고 비싸진 물건을 더 적게 사는 방향으로 작용한다. 참고로 소득 효과가 항상 적용되지 않는 이유는 열등재의 경우 소득의 증가가 일어나면 오히려 수요가 감소하기 때문이다.
어떤 상품의 경우 가격이 하락하면 수요량은 오히려 줄어드는 경우가 있는데 이를 기펜재라고 한다. 이는 반대 방향으로 작용하는 소득 효과가 대체 효과를 상쇄하는 경우에 발생한다. 이 또한 열등재일 경우에 일어난다. 소득 효과와 대체 효과를 두 부분으로 분해할 수도 있는데, 이를 슬루츠키 방정식이라 부른다. 또한 대체 효과만을 주목하는 수요 곡선으로 보상수요곡선을 들 수 있다.

### 소비자이론의 응용과 확장
소비자 이론의 응용에선 효용 극대화의 기본 모형을 현실적인 상황에 응용하며, 효용 극대화 행위와 관련된 다른 영역으로 효용 극대화 모형을 확장한다.

#### 노동 공급
노동 공급을 여가 시간 선택과 더불어 고려하는 이유는 노동자가 여가 시간을 쓰고 남은 시간이 노동에 투입되기 때문이다. 이렇게 노동이 아닌 여가에 시간을 들임으로써 느끼게 되는 효용의 크기는 노동에 투입되어 얻을 수 있는 소득과 합쳐질 수 있다. 소득은 소비로 이어지고, 소비로 인한 효용과 여가 시간을 통한 효용이 가로축과 세로축을 이루는 좌표계에 적용시킬 수 있다. 이 경우 {\displaystyle C}를 소비, {\displaystyle w}는 임금, {\displaystyle T}는 이용 가능한 시간, {\displaystyle L}은 노동 시간, {\displaystyle V}는 비근로소득이라고 할 때 예산 제약은 다음과 같다.
{\displaystyle C=w(T-L)+V}
이를 무차별 곡선이 그려진 무차별 지도와 겹쳐 놓으면 두 효용이 이루는 선 즉, 예산선과 만나는 점에서 최고의 효용을 가진다고 할 수 있다. 이때 임금의 변화는 노동 공급량과 항상 비례하지는 않는다. 예를 들어 임금이 높아진다고 해서 항상 노동 공급이 증가하지 않으며 임금이 감소한다고 해서 항상 노동 공급이 감소하지 않는다. 이는 임금 상승에 따라 대체 효과와 소득 효과가 서로 반대 방향으로 작용하기 때문이다. 임금이 상승할 때 노동 공급이 증가하는 경우는 소득 효과보다 대체 효과가 더 높은 경우이다.

#### 현시선호이론
소비자 이론은 소비자의 선호 체계에 대해 이행성, 연속성 등의 공리가 있다고 말한다. 하지만 이들 공리들의 성질이 있다는 걸 증명할 수 없다는 게 전통적 소비자 이론의 가장 큰 결함이었다. 이에 반해 현시선호는 가능하다면 무한히 가격과 소득을 변화시키면서 소비자의 선호도를 조사할 수 있는 등 관찰 가능한 선택 행위에서 출발하기 때문에 더 적은 정리들을 요구한다는 점에서 유리하다. 폴 새뮤얼슨이 이 이론을 개발한 이유는 기존의 소비자 이론의 대안을 제시하여 구체적으로 관찰 가능한 가격, 소득, 수량에 대한 자료를 수집해 소비자 이론을 재정립하는 것이었다. 이후 몇 가지 가정이 추가되면서 현시선호 이론과 전통적 효용 이론이 논리적으로 동등한 것이라는 게 밝혀졌다. 따라서 현시선호 이론은 소비자 이론이 갖는 타당성을 확인하는 동시에 서로 협조적이고 보완적인 관계를 갖는 것을 밝혀냈다.

#### 소비자 잉여
소비자 잉여란 소비자가 상품 묶음의 구매를 통해 얻는 효용을 화폐 단위로 표시한 것으로, 실제로 지불한 금액이 지불 의사가 있는 최대 금액을 제하고 난 값과 같다고 본다. 지불할 의사가 있는 금액보다 실제로 지불한 금액이 많으면 효용이 증가한다. 사람들이 상품의 교환에 자발적으로 참여하는 이유는 그런 교환에서 모두가 이득을 얻을 수 있기 때문이다. 우리가 어떤 물건을 샀다고 할 때 구매에 이용한 금액은 보통 그 물건을 이용함으로써 얻는 가치보다 적다고 본다. 소비자 잉여는 이렇게 교환을 통해 생기는 이득이다.

#### 지수의 문제
지수(index)는 수량이나 가격에 생긴 평균적인 변화를 수치로 표현하기 위해 만들어진 개념이다. 상품의 가격 변화에 따른 소비자 생활 수준의 변화나 상품 가격 등의 변화를 표현하고 가늠하고자 한다.
수량지수와 가격지수가 가중치를 두는 부분이 현재이냐 과거이냐에 따라 각각 라스파이레스 방식과 파셰 방식으로 나눌 수 있다. 수량지수에서는 라스페이레스수량지수라는 개념이 등장하는데 1보다 높을 경우 생활수준이 개선되었다고 평가하며 1과 같거나 작으면 악화되었다고 평가한다. 한편 라스파이레스수량지수가 1과 같거나 작으면 생활수준이 악화되었다고 말할 수 있다는 것을 전제로 다음과 같은 조건을 둘 수 있다.

#### 네트워크 효과
수요는 가격이 정해져 있을 때 소비자의 선호체계와 소득에 따라 결정되는, 즉 다른 사람의 수요에 영향을 받지 않는 것처럼 설명되었으나 실제로는 여러 사람의 수요가 상호의존적인 성격을 띄고 있다. 이와 같이 한 소비자의 수요가 다른 소비자의 수요에 영향을 주는 것을 네트워크 효과라고 한다. 여기에는 유행효과와 속물효과가 있는데 유행효과는 어떤 물건을 사는 것이 유행하여 이것에 영향을 받아 그 물건을 사게 되는 것을 유행 효과라고 한다. 이렇게 수요가 커지는 것을 네트워크 외부성에 의하여 수요가 커진다고 하며 긍정적 피드백이 발생했다고 말한다. 속물효과는 어떤 상품의 소비가 증가하면 오히려 수요가 줄어드는 효과를 말한다. 이렇게 수요가 감소하면 네트워크 효과에 의해 수요가 감소했다고 말한다. 속물효과에 의해 가격이 떨어지며 수요량이 늘어나는 과정에서 소비자는 자신을 포함한 몇 안되는 사람만 그 물건을 살 수 있다는 속물적 욕구를 충족시키기 힘들어지기 때문에 속물효과가 존재하는 수요곡선은 그렇지 않을 때의 수요곡선에 비해 가파른 기울기를 갖게 된다.

#### 간접효용함수
소비자의 효용극대화 과정에서 파생된 간접효용함수는 주어진 소득과 가격 아래에서 최대한으로 얻을 수 있는 효용을 나타내는 함수이다. 간접효용함수는 어떤 소비자의 소득이 주어져 있을 때 가격을 지불하고 두 상품을 산다고 하면 주어진 소득과 가격에서 살 수 있는 가장 나은 상품 묶음과 최대한의 효용 수준을 구하는 식을 구하고자 한다. 상품의 소비량을 효용으로 보는 기존의 함수는 이와 구별하여 직접효용함수라는 이름을 붙이게 된다. 간접효용함수는 소득과 가격을, 직접효용함수는 상품의 소비량을 중요시한다는 점에서 차이가 있다. 그러나 직접효용함수는 간접효용함수와 독립적으로 존재하는 것은 아니다. 간접효용함수는 직접효용함수에서 도출된 만큼 소비자의 효용극대화 과정의 결과로 도출될 수 있다.

#### 지출함수
간접효용함수가 주어진 상품 가격에서 소비자의 정해진 소득이 가져다 주는 최대한의 효용수준을 구하는 함수라면 지출함수는 주어진 소득에서 특정한 효용을 얻기 위해 필요한 최소한의 지출액이 얼마인지 구하려고 한다. 상품의 가격이 주어졌을 때 어떤 소득을 가지고 얻을 수 있는 최대의 효용과 어떤 효용을 가지고 얻을 수 있는 최소한의 지출을 구하는 것은 어떤 긴밀한 관계를 가지고 있다. 즉, 간접효용함수와 지출함수 사이에는 긴밀한 관계가 있는데 이것은 또한 소비자의 효용극대화 과정과 유사하여 해석상의 차이만 가지고 있다. 이러한 점 때문에 지출함수와 간접효용함수 둘의 관계를 쌍대관계라고 한다.

## 참고 문헌
- 이준구 (2008년 7월 20일). 《미시경제학》. 법문사.

## 같이 보기
- 현시선호 이론
- 생산자 이론